# 失業

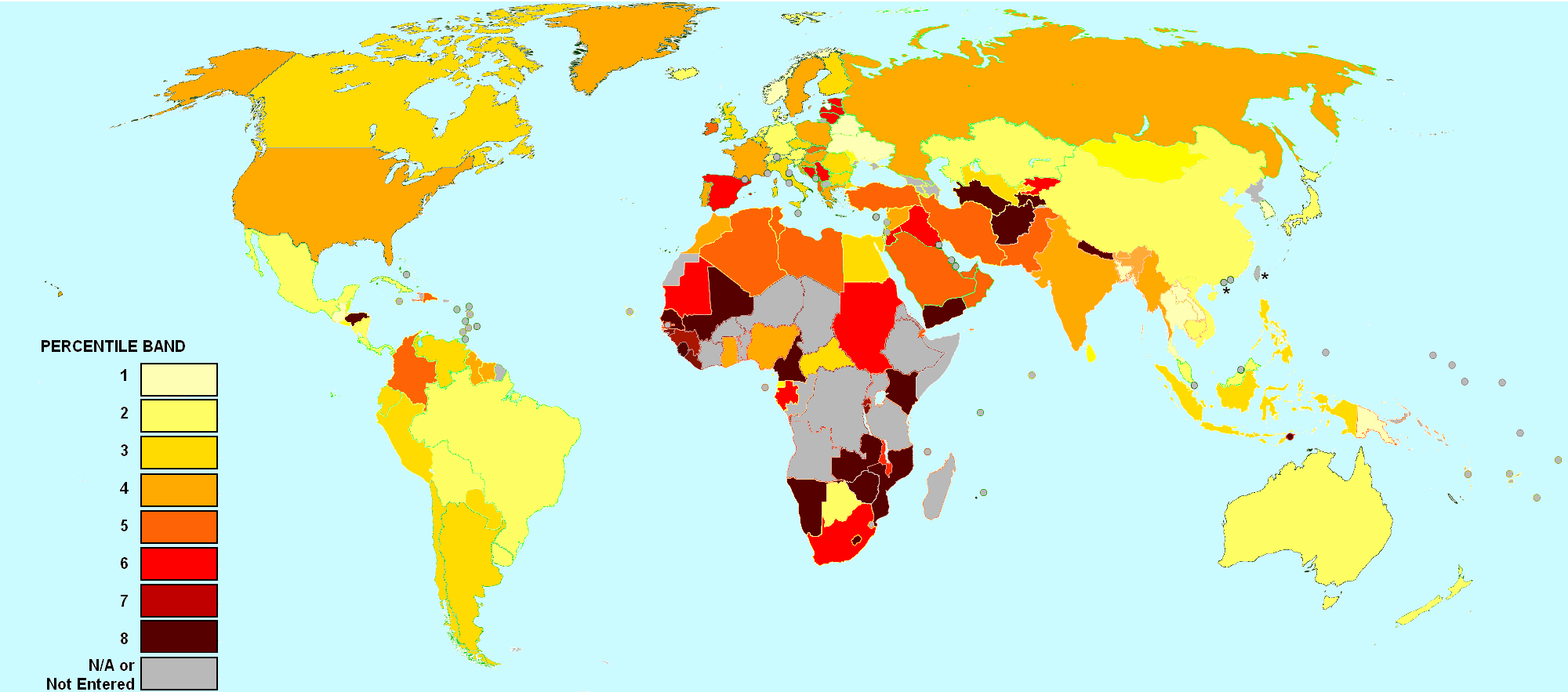
2010年世界失業率分布图

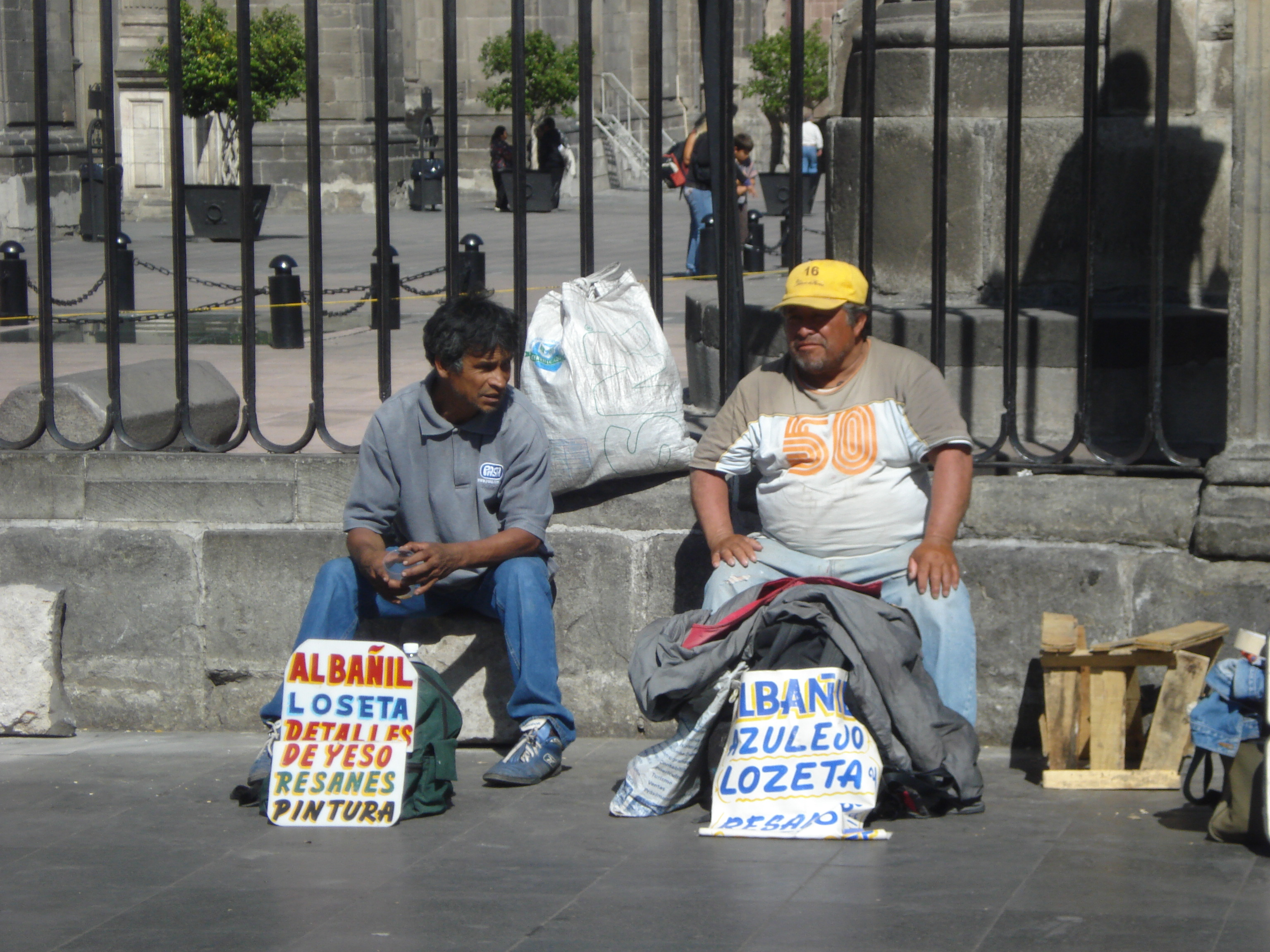
2009年在路邊自找工作的墨西哥失業者

失业意指有工作能力的人未处于任何有薪工作的狀態。在經濟學范畴中，一个人愿意并有能力为获取报酬而工作，且有獲取工作的行動，但卻沒找到工作的情况，就被認爲是失業。失業率是勞動人口裡符合「失業條件」者所佔的比例。
实际上，确定确实在找工作的失业人员数量是非常困难的，特别是在找到工作前失业救济金已经过期的那些人的数量。失业的历史就是現代化的历史。在古代这并不被看作是一个问题，尽管农村劳动力的隐藏性失业人员几乎没什么事可做，特别是在人口过剩的情况下。这一情况如今依然普遍存在于类似中国大陆地区这样的城乡二元经济体之中，如果将该国农村的隐性失业人口也计算在内，那么失业总数约为2亿人，真实失业率超过了30%，远远高于17%的城镇登记失业率。
国际劳工组织发布的“2010年全球失业趋势”报告说，2009年全球的失业人口已接近2亿1千2百万，创下该组织1991年开始统计该项数据以来的最高记录。

## 失業的成因和種類

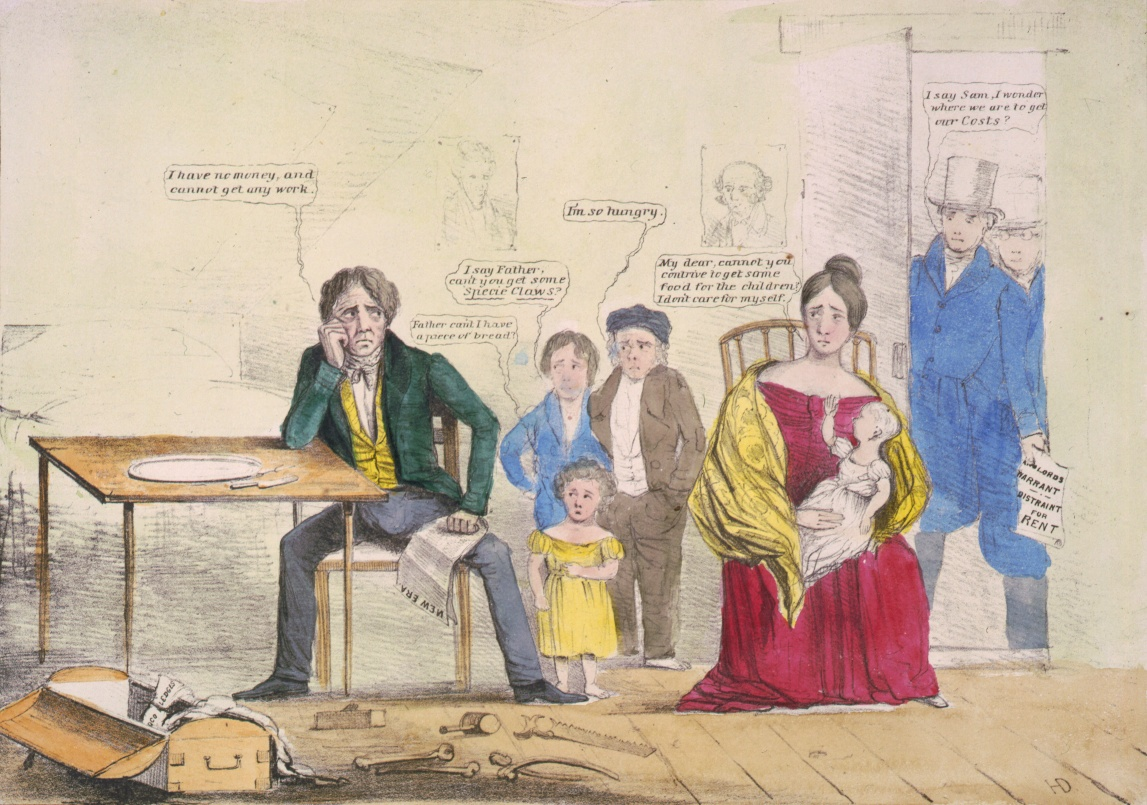
1837年美國政治漫畫

### 技術性失業
技術性失業，是由於科技進步而引發的失業潮，例如工業革命引發的大量勞動人口的失業：蒸汽機、織布機、電燈等的發明；以及近代的自動化機械手臂、電子道路收費系統、各式自動化剪票口、未來的自動駕駛汽車等等。技術性失業通常產生盧德派之類的反科技進步組織，不過他們的抗爭沒辦法對技術進步造成實質的阻礙。
由於近代的工業革命（目前是互联网、物联网科技以及自動化機械）可能造成絕大數人都遭到技術性失業，所以不少社會學家在研究新的制度與對策，以應付大範圍技術性失業而造成的貧富差距問題，例如無條件基本收入就是一例。

### 結構性失業
結構性失業（Structural unemployment）是指市場競爭的結果或者是生產技術改變而造成的失業，通常由於就業市場並不平衡，某些行業正擴張，另一些則衰退，造成部分工人失業。結構性失業通常較摩擦性失業持久，因為失業人員需要再訓練或是遷移才能找到工作。
結構性失業的出現是因為經濟結構、體制、增長方式等的變動，改變了工作技能的要求，導致失業的發生。由於失業工人並不具有合適的技能，因此，若失業工人並沒有接受再培訓或進一步的教育，他們便不能再獲聘任，結構性失業問題因而會持續，影響長遠的經濟發展。
摩擦性失業和結構性失業被歸類為自然失業，經濟學家視這兩種失業為正常現象。勞動人口中，屬於該兩種失業的勞動人口數目佔勞動人口總數的百分比等於自然失業率。
自然失業率：失業率（%）=（摩擦性失業 + 結構性失業）÷ 勞動人口×100%

### 週期性失業
週期性失業（cyclical unemployment）是指由於經濟中的總需求減少，導致勞動人口過剩，從而出現失業情況。這種失業被歸類為非自願性失業，因為人們是有能力並且願意工作，只是社會的總需求減少以致勞動人口的數目未能與經濟體系內的部門所提供的職位數目配合。由於總需求減少，伴隨著的是經濟週期改變，經濟步入衰退期一直到低谷。如何解決週期性失業向來是經濟學家的重點研究對象，經濟學界裡提出數種方法，例如：工人或工會自願降低工資；增加對企業部門的投資誘導，提高總需求；政府運用財政政策，補充私人投資的不足，填補和總需求的差距等等。

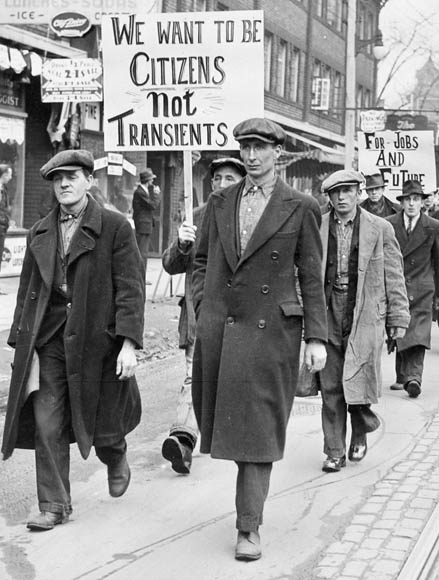
1930年代的加拿大失業工人

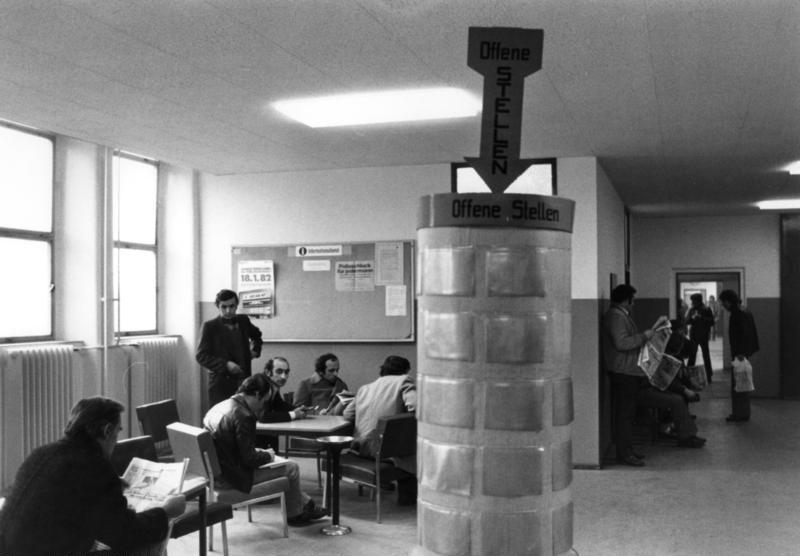
1981年德國一個就業服務站

### 季節性失業
還有一種季節性失業（seasonal unemployment），相對以上三種失業情況來說，季節性失業並不足以對所有行業產生影響，也不是經濟學研究的「失業」的類別或原因之一。它的涵義是社會中存在一些行業會在某些節日之前或者過後發生的失業情況。它常見於某些低技術工業，例如企業或工廠為了在重大節日前（例如聖誕節）盡快完成一個指定數量的產品，於是雇用不少額外工人以求儘快完成客戶的訂單，但在節日後進行裁員行動，將那些臨時性工人解雇以減低長期成本。

### 古典式失業
古典式失業（classical unemployment），它跟季節性失業一樣，並不是真正失業的原因，它是20世紀初英國經濟學家對失業情況的解釋。1890年，劍橋大學經濟學教授馬歇爾發表的經濟學原理內，提出了局部均衡理論。這種理論以供給和需求的市場均衡來解釋市場上的交易，供給主要由生產成本組成，需求則是由人們對該商品的邊際效用組成。如果在單個生產單位的角度來說，勞動的工資也與勞動的邊際產品有關，後者是生產單位多雇用一個人時，那個新雇用工人可以生產的產品，這邊際產品決定全體工人的工資。英國經濟學家，也就是所謂的“古典學派”認為勞動作為一種生產要素，它的價格就是實質工資（等於亞當斯密所說的自然價格）也由市場的均衡狀況決定的。倘若人為推高了工資（例如法律訂下的最低工資），供應量大於需求量造成超額，或者工資高於工人的邊際產量，於是工人將被解雇，部分工人順理成章失業。這解釋提供解決方法，就是解雇工人是市場調節供應量的手段。因為這可以：
1. 令人為的工資變成均衡價格，該行業的就業市場回到局部均衡。
2. 對生產單位來說，邊際產量勢必因可變生產要素的減少而增加，邊際成本減少，生產單位能夠維持利潤最大化。

古典式失業受人為的工資率和邊際產量影響，所以是自願性失業。

### 需求不足型失業（Demand-Deficient Unemployment）

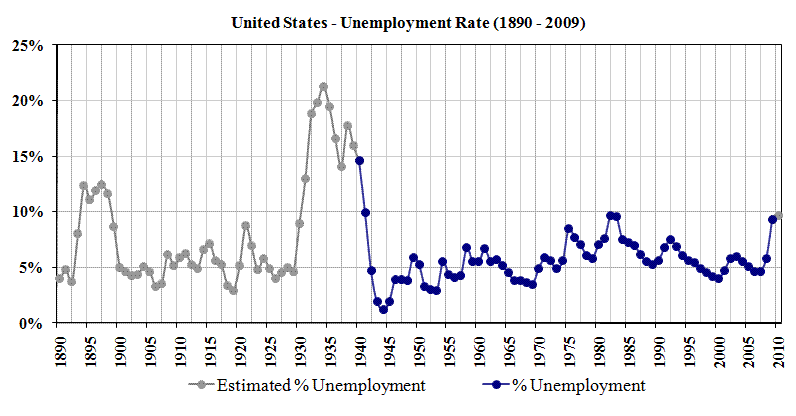
美國近百年失業走勢

人們可能已經擁有工作，但他們的生產力未必得到充分的利用，於是便會形成需求不足型失業（demand-deficient unemployment）及／或就業不足（underemployment）。就業不足總是永遠存在於任何制度的社會。因為部分人們可能不願意每日長時間工作；或者經濟根本沒有足夠的全職工作去吸納這些閒置的勞動力；即使實施計畫經濟的社會，政府也可能為了實現充分就業，而令到每單位勞動力的勞動時間減少。就業不足率不包含於失業率內：
就業不足率（%） =（就業不足的人口 / 勞動人口）× 100%

## 與失業率有關的理論

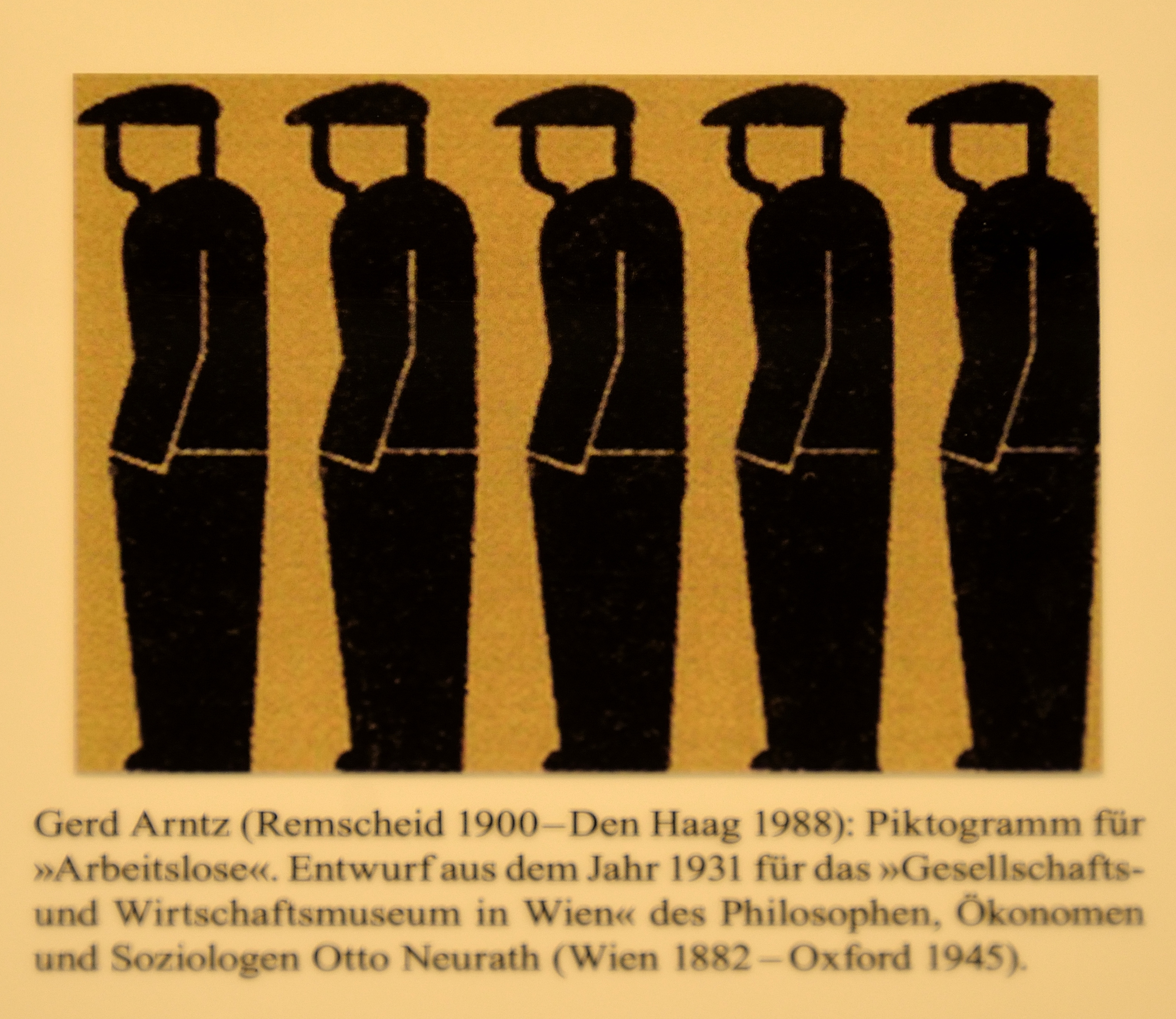
失业象形图

失業率的計算方法為：失業率（%）=（失業人口÷勞動人口）× 100%
失業率雖然是一個簡單的數字，但是失業率與其他經濟指標有著密切的關係。因此，有學者希望透過研究失業率，得出對宏觀經濟的更深入的認識。
奧肯法則由美国经济学家阿瑟·奥肯在1962年所提出：失業率每高於/低於自然失業率1個百分點，實際GDP增長率將低於／高於潛在GDP增長率2個百分點。
這種關係可用下列公式表示：
失业率变动百分比 ＝ -1 / 2 ×（GDP变动百分比－3%）
奧肯定律在提出後的某些時期的確能應驗無誤，但時至今日奧肯定律的數字已經無法準確預測失業率與GDP的關係，不過奧肯定律所反應經濟增長率越高，而失業率就越低的反比關係依然有參考意義。
菲利普斯曲线由新西兰统计学家威廉·菲利普斯於1968年根据英国百余年（1861-1957）的宏观经济数据，画出了一条表现通货膨胀与失业率关系的曲线，数据以名义工资率的增长率与失业率的不能兼容的关系进而推论通货膨胀率与失业率的关系（因通货膨胀的数据难以取得，于是以名义工资的增长率来代替通货膨胀率），得出通货膨胀率与失业率的负关系。
此曲线表明：通货膨胀率与失业率存在交替关系，通货膨胀率高时，失业率低；通货膨胀率低时，失业率高。

### 自然失业率
自然失业率（natural unemployment）是指结构性失业（structural unemployment）和摩擦性失业（frictional unemployment）的总和。因为这两种失业持续存在，所以自然失业率是不为零的。结构性失业是指产业结构的调整或技术的革新导致生产者需要不同劳动力或者劳动力的技能，从而导致部分人失业。 摩擦性失业率是指人们自发性的辞退工作去寻求一份更好（薪资高、福利好，工作环境好）或者喜欢的职业。

## 对個人、家庭、社会和经济的影响

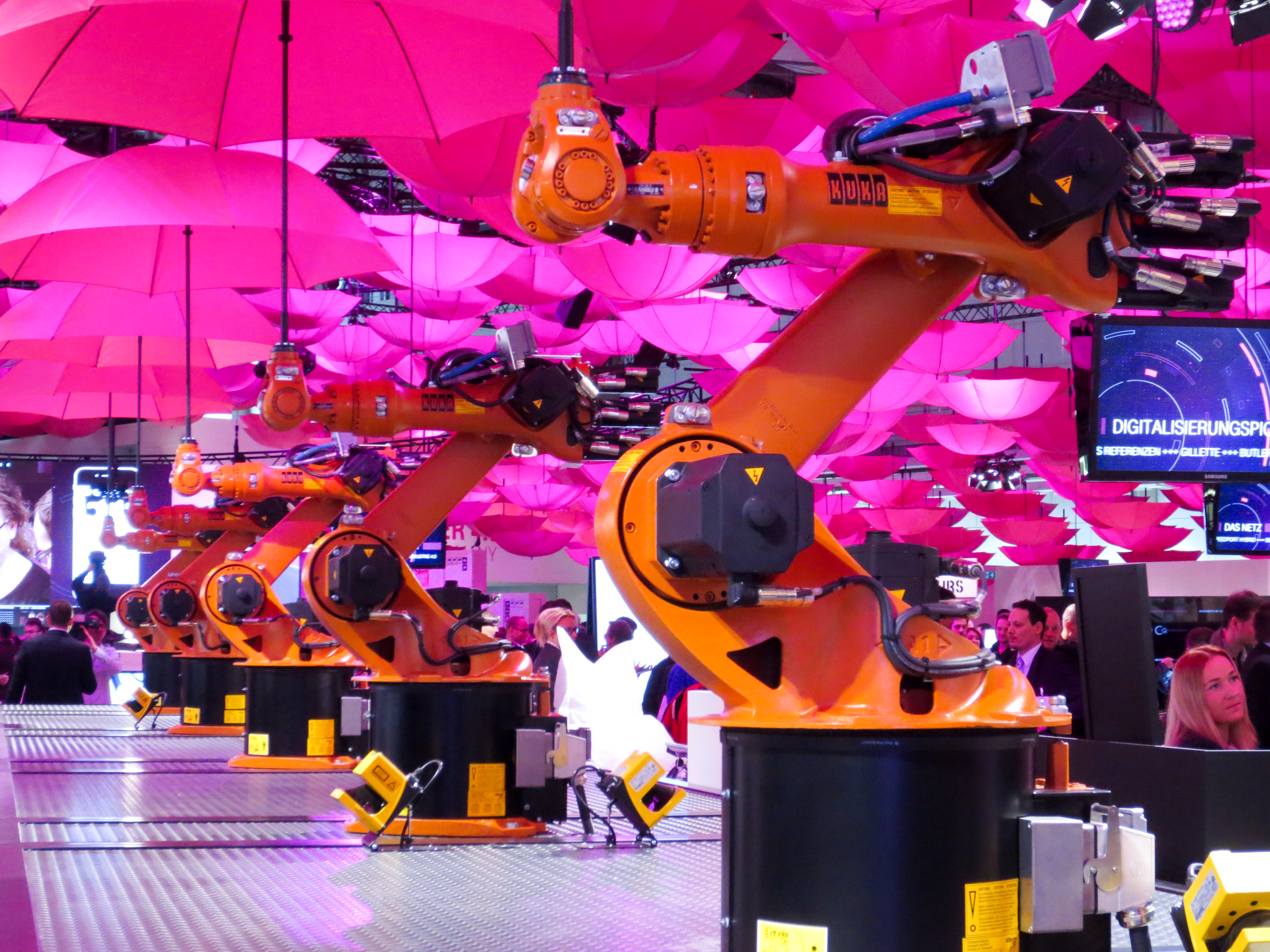
機械人的普及也加重結構性失業，簡易型工作大量喪失，很多人又無法習得高端學識

没有工作就意味着没有与同事的社会联系、缺乏生活目的、缺少自尊、存在精神压力和疾病，当然也没有能力付帐和购买必需品和奢侈品。后者对那些具有家庭义务、债务和医药支出来说特别严重，健康保险在有工作时才可得到。失業引起的壓力，常成家庭暴力及失和的導火線，失業的人失去自尊和成就感；家人失去尊重和耐性，暴力容易一發不可收拾，產生嚴重問題。M. Harvey Brenner博士指出失业率增加会使犯罪率和自杀率增加，并易使健康恶化。

### 引用
1. ↑  藝術與建築索引典—失業 （页面存档备份，存于） 於2011 年3 月28 日查閱
2. ↑  .   [2013-04-19]. （原始内容存档于2012-02-03）.
3. ↑  劳工报告：全球失业人数破纪录 （页面存档备份，存于）VOA
4. 1 2  香港管理專業發展中心編. . : 第348頁.
5. ↑  香港管理專業發展中心編. . : 第349頁.
6. ↑  袁守啟. . : 第184頁.
7. ↑  . 中国经济网.   [2014-06-01]. （原始内容存档于2014-06-05）.

### 书籍
- 香港管理專業發展中心 (编). . 香港: 中文大學出版社. 2004. ISBN 962-996-226-8.
- 袁守啟. . 中國經濟出版社. 2006年12月. ISBN 978-7-5017-7886-7.